# Raíces (La Coruña)
Raíces es una aldea española situada en la parroquia de Viduido, del municipio de Ames, en la provincia de La Coruña, Galicia.

## Demografía
| Gráfica de evolución demográfica de Raíces entre 2000 y 2018 |
|                                                              |
| Datos según el nomenclátor publicado por el INE.             |